# Louis Horst
Louis Horst (Kansas City, 12 gennaio 1884 – New York, 23 gennaio 1964) è stato un compositore e pianista statunitense.

## Biografia
I suoi genitori, Conrad Horst, un trombettista di professione, e Carolina Nickell, erano originari della Germania, dalla quale erano emigrati nel 1882. Nel 1892 gli Horst si trasferirono a San Francisco dove il giovane Louis frequentò la Adams Cosmopolitan School dove studiò violino e pianoforte.
A partire dal 1902 Horst suonò come pianista presso diversi music hall e case da gioco, ed entrò tra le file dei musicisti del Columbia Theater. Nello stesso periodo si dedicò saltuariamente all'accompagnamento di numerosi cantanti dell'epoca nelle loro esibizioni canore. Nel 1915 la celebre Denishawn Dancers Company giunse a San Francisco come tappa delle sue tournée, e chiese l'apporto di Horst come accompagnatore al piano. Nell'arco temporale di pochi mesi, il musicista ascese al rango di direttore musicale della compagnia, portandolo a diretto contatto con artisti che di lì a poco sarebbero divenuti celebri nel mondo della danza, quali Martha Graham, Doris Humphrey e Charles Weidman. Nel 1925 Horst abbandonò la compagnia Denishawn per recarsi in Austria con lo scopo di affinare le sue doti di compositore alla scuola del compositore austriaco Richard Stöhr. Tuttavia la sua esperienza di studio oltreoceano non rispecchiò le sue aspettative, poiché considerò i metodi di Stöhr troppo rigidi e classicheggianti, e decise quindi di continuare la sua formazione come allievo di Max Persin e Wallingford Riegger.
Nel 1926 venne scritturato dalla celebre danzatrice Martha Graham in qualità di suo accompagnatore, direttore musicale e compositore. Tra i lavori intrapresi per la Graham in questo periodo sono da annoverare Primitive Mysteries (1931), Frontier (1935), e El penitente (1940). Tuttavia durante il suo periodo di collaborazione con la Graham collaborò anche con molti altri artisti come Helen Tamiris (dal 1927 al 1930), Doris Humphrey, Charles Weidman (dal 1927 al 1932), Agnes de Mille, Ruth Page, Hans Wiener, Michio Ito, Adolph Bolm ed Harald Kreutzberg. Nel 1948 abbandonò la compagnia della Graham. 
Horst collaborò come compositore per la colonna sonora di cinque pellicole: Chile (1942), Atacama Desert (1945), Pacific Island (1949), Rural Women (1950) e Flower Arrangements of Colonial Williamsburg (1953).